# Sylvan Grove
Sylvan Grove is een plaats (city) in de Amerikaanse staat Kansas, en valt bestuurlijk gezien onder Lincoln County.

## Demografie
Bij de volkstelling in 2000 werd het aantal inwoners vastgesteld op 324.
In 2006 is het aantal inwoners door het United States Census Bureau geschat op 299, een daling van 25 (-7,7%).

## Geografie
Volgens het United States Census Bureau beslaat de plaats een oppervlakte van
1,0 km², geheel bestaande uit land. Sylvan Grove ligt op ongeveer 450 m boven zeeniveau.

## Plaatsen in de nabije omgeving
De onderstaande figuur toont nabijgelegen plaatsen in een straal van 28 km rond Sylvan Grove.